# Viole de gambe
« Viole » redirige ici. Pour les articles homophones, voir Viol et Violle.
Ne doit pas être confondu avec Vièle.
La viole de gambe, ou simplement viole, est un instrument de musique à cordes et à frettes joué à l'aide d'un archet. La famille des violes, qui a dominé la vie musicale européenne dès le XVe siècle, se distingue de celle des violons principalement par le nombre des cordes (six et non quatre, en boyau), la présence de frettes divisant la touche comme sur le luth ou la guitare, la tenue de l'instrument sur ou entre les genoux (d'où le terme italien viola da gamba par opposition à la viola da braccio) et la tenue de l'archet, qui permet de modifier la tension des crins.
Contrairement à une idée communément répandue, la famille des violes de gambe n'est pas l'ancêtre de celle des violons. Elles sont apparues presque simultanément et ont cohabité jusqu'à la période baroque, mais les violes sont tombées dans l'oubli vers la fin du XVIIIe siècle et jusqu'au renouveau de la musique baroque sur instruments d'époque au cours du XXe siècle.
Comme tous les instruments de la Renaissance, la viole de gambe existe en différentes tailles, à l'image des différentes voix humaines : dessus, viole alto, viole ténor, basse de viole, grande basse et contrebasse de viole, auxquelles est ajoutée en France au XVIIIe siècle une viole plus petite, le pardessus de viole, pour permettre aux nobles de jouer le répertoire du violon, dont l'usage était à l'origine réservé aux maîtres de danse (ou maîtres à danser).

## Famille des violes de gambe

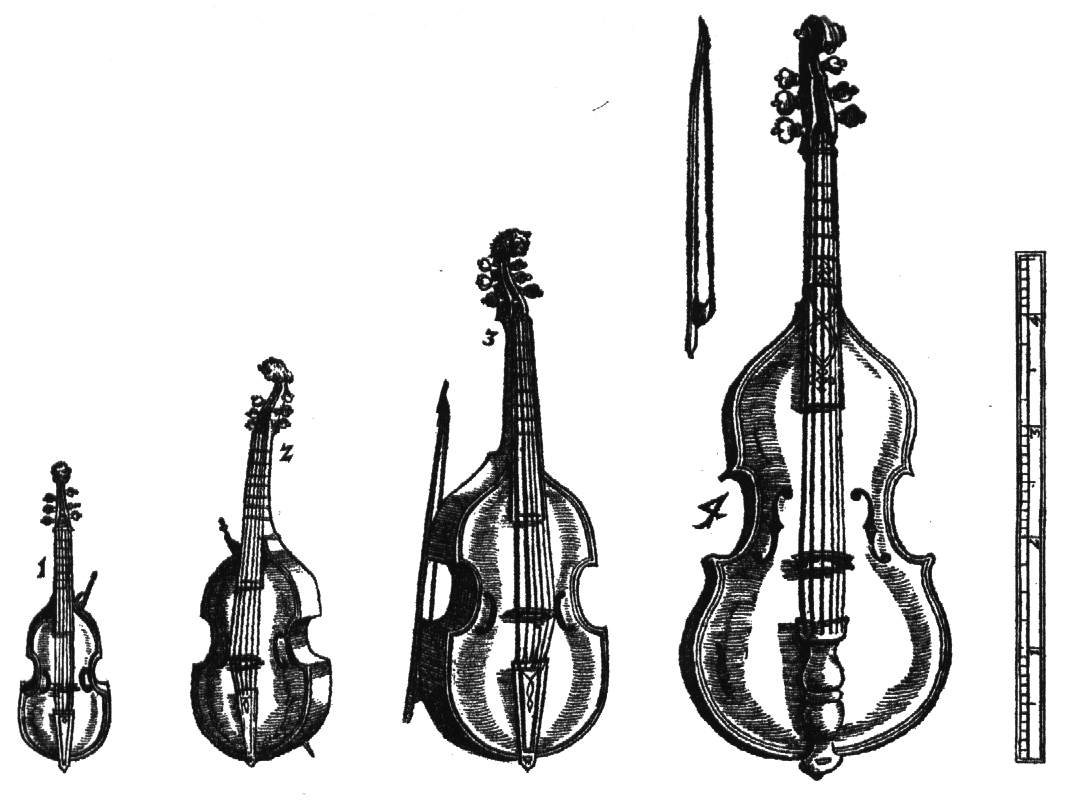
La famille des violes de gambe.

La famille des violes compte sept instruments, tous tenus entre ou sur les jambes, sauf la contrebasse. Par ordre de taille croissant, ce sont :
- Pardessus de viole, accordé une octave plus haut que la viole ténor (en conservant toutefois la tierce do-mi), et parfois seulement à 5 cordes (sol, ré, la, ré, sol)[2].
- Dessus de viole (ré, sol, do, mi, la, ré)
- Viole de gambe alto (historiquement rarement utilisée : do, fa, si bémol, ré, sol, do)
- Viole de gambe ténor (ou taille de viole) (sol, do, fa, la, ré, sol) — on trouve également de nos jours des ténors montés en basse pour l'étude de l'instrument pour des enfants trop grands pour tenir un dessus comme une basse et trop petits pour jouer de la basse de viole.
- Viole de gambe basse (ou basse de viole) (ré, sol, do, mi, la, ré, avec ajout d'un la au grave pour la viole à 7 cordes)
- Grande basse de viole de gambe ou violone en sol (sol, do, fa, la, ré, sol)
- Contrebasse de viole ou violone en ré (ré, sol, do, mi, la, ré)

| Instrument              | Accord |
| ----------------------- | ------ |
| Pardessus de viole      |        |
| Dessus de viole         |        |
| Viole de gambe alto     |        |
| Viole de gambe ténor    |        |
| Basse de viole de gambe |        |
| Grande basse de viole   |        |
| Contre basse de viole   |        |

## Histoire des violes de gambe

### Origines: de l'Espagne à l'Italie
La viole de gambe est née dans la région de Valence en Espagne à la fin du XVe siècle. La première peinture représentant une viole de gambe jouée par un ange, trouvée à Xàtiva, date de 1475. Par ses frettes, le nombre de ses cordes (six) et l'accord (en quartes, avec une tierce au milieu), cet instrument dérive du luth ou de la vihuela. La viole de gambe peut être considérée comme un « luth à archet ». On la joue en la tenant sur les genoux, d'où son nom, venant de l'italien gamba qui signifie jambe.
La viole de gambe dérive du vihuela d'arco. Elle s'est d'abord développée en Espagne, puis a connu des heures de gloire en Italie. En effet, l'année 1492, l'Espagnol Valencian Rodrigo Borja (en italien Borgia) fut élu au trône papal et devint Alexandre VI. Or le pape amena de nombreux violistes à Rome, lesquels étaient employés pour la musique d'église. La viole eut alors un succès énorme en Italie et Isabelle d'Este, amoureuse de la « viole a la spagnola » en commanda plusieurs à Giovanni Kerlino, un luthier renommé de Brescia.

### Instruments de la Renaissance
Ces nouvelles violes fleurirent un peu partout sur le sol fertile de la Renaissance italienne, et, au début du XVIe siècle, un nombre considérable de traités (à une époque où l'impression des livres était extrêmement chère), contribua à la rapide diffusion et à l'immense popularité du nouvel instrument. Ces travaux sont intéressants, par leur avance incroyable et leur compréhension sophistiquée des possibilités expressives d'un instrument à cordes. Ainsi, en 1542 et 1543, le traité de Ganassi, Regola Rubertina, ne trouva pas d'égal avant le traité de Leopold Mozart en 1756.
Des centres de fabrication de l'instrument en Italie, sont nés des instruments magnifiques. D'importantes « dynasties » de luthiers comme Amati, Stradivari, Guarneri et Ruggieri contribuèrent à élever le nom de Crémone au plus haut niveau. La ville de Brescia comporte aussi deux noms, Gasparo da Salò (1549 – 1609), et Giovanni Paolo Maggini (1580 - 1630) dont les instruments sont considérés comme des instruments de premier choix par les solistes actuels. De Crémone, Brescia, mais aussi Milan, Venise, Mantoue, Bologne, Florence, Rome et Naples sont sortis, de 1540 à 1780, des viola da gamba et viola da braccio (« viole de bras » : c'est ainsi que l'on nommait les instruments de la famille du violon) dont la qualité est longtemps restée inégalée.
En 1683, le luthier parisien Michel Collichon (1641 - 1694) ajoute une septième corde (la grave) à la basse de viole (instrument visible au musée de la musique de la philharmonie de Paris), probablement à l'initiative de Sainte-Colombe.
De l'Italie et de l'Espagne, la viole de gambe s'est diffusée dans toute l'Europe, principalement en Angleterre, en France et en Allemagne. Elle fut en vogue jusqu’à la Révolution française, bien que certains en jouassent encore jusque vers 1800.

### L'instrument aristocratique

Madame Henriette, fille de Louis XV, jouant de la basse de viole, par Jean-Marc Nattier, huile sur toile, 246x185 cm, château de Versailles.

La viole était un instrument aristocratique dont l’étude faisait partie de l’éducation artistique d’un gentilhomme, au même titre que le luth, le clavecin et le chant.
Elle était utilisée principalement dans la musique sérieuse, dans les milieux éduqués, contrairement au violon, qui n’était employé à ses débuts que par des musiciens professionnels et des ménestrels pour la danse et les divertissements. Ainsi, dans son manuel du courtisan Il Libro del Cortegiano de 1528, Baldassare Castiglione considère la pratique de la viole comme indispensable à l'éducation d'un noble : 
« La musique n'est pas simplement un amusement, mais une nécessité pour un courtisan. Elle devrait être pratiquée en présence de dames, parce qu'elle prédispose l’individu à toutes sortes de pensées... Et la musique à quatre violes est très enchanteresse, parce qu'elle est très délicate, douce et ingénieuse. »
Relayant les idées de l’humanisme italien, les princes amoureux d’art que furent François Ier (†1547) et Henri VIII (†1547) amenèrent respectivement en France et en Angleterre, non seulement certains des plus grands peintres, sculpteurs et penseurs d’Italie, mais également compositeurs et musiciens. À l’époque où la pensée néoplatonicienne était présente à l’esprit de chacun, Pétrarque et L'Arioste sur toutes les lèvres, la viole de gambe était dans toutes les mains.

### L'éclipse
Le répertoire de cet instrument est tombé dans l'oubli pendant plus de deux siècles. La viole a, en effet, été supplantée par les violons (et particulièrement le violoncelle).
Pourtant, les deux familles d'instruments cohabitent pendant toute la période baroque. L'orchestre de l'Orfeo de Monteverdi (1607) comptait 15 violes et 2 violons. A contrario, Les Vingt-Quatre Violons du Roi comptaient 24 violons de 5 tailles différentes.
Mais la famille des violons était mieux adaptée à un environnement nouveau qui exigeait de plus grand ensembles pour des auditoires plus nombreux dans des espaces plus vastes. La spécialisation des musiciens qui améliorait leur virtuosité effaçait les problèmes de justesse liés à l'absence de frettes.
Le violon, qui était à l'origine un instrument de rue et de cabaret dont le noble ne pouvait pas jouer, domine bientôt la musique professionnelle sous l'impulsion des compositeurs qui avaient reconnu ses qualités d'instrument d'orchestre et de virtuose. Ainsi, Rameau n'utilise déjà plus que des violons. Selon Paul Pittion, ses contemporains jugeaient son orchestre trop étoffé : On sort assommé par le bruit des instruments. Haydn enrichit encore l'orchestre, fondé sur le quatuor moderne. Dès lors, les orchestres excluent les violes.

Dans son traité (Défense de la basse de viole contre les entreprises du violon et les prétentions du violoncelle, 1740), Hubert Le Blanc (ardent défenseur de la viole) donne une explication imagée de cette distinction entre instrument de concertiste professionnel et instrument de salon pour amateur:
(Ndr: L'orthographe est d'origine)
Le son de la Viole entendu de loin, ou dans un grand espace, rempli de personnes avec leurs habits, ressemble à la vapeur de Vin qu'on jette en l'air, dont il ne retombe rien, pendant que la Basse de Crémone, comme la cloche de Gand, le Violon & la Flute traversiere [...] envoyent dans l'éloignement un Son moileux & étoffé, comparable au Damas de l'ancienne fabrique de Lion à l'égard du Satin d'aujourd'hui. La Viole fut obligée de convenir du peu d'effet de l'Harmonie tendre de loin. [...]
Le Violoncel est [le lot] d'un enfant de Choeur porphyrogénete dans le travail rebutant. Plus grand est le nombre des personnes devant qui ils jouent, mieux ils y trouvent leur avantage. La Viole restera le partage d'un galant homme, qui fait prévenir l'ennui même, se procurer du plaisir mais pas en donner aux autres, bon pour méler les siens ceux d'une Dame aimable touchant les Clavecin à merveille. [...]

Combien [cette science de galant homme] aquise une fois pour toutes n'est-elle pas préférable aux Instruments qui demande un art asservissant, tels que le Violoncel sur qui la fausseté est à combattre dans un dégré effraiant [...]
Michel Corrette tenta vers 1780, la création d'un hybride, la viole d'Orphée, définie par ce dernier comme un « nouvel instrument ajusté sur l'ancienne viole, utile en concert pour accompagner la voix et pour jouer des sonates », avec cette encourageante addition : « Les dames, en jouant de notre viole d'Orphée, n'en paraîtront que plus aimables, l'attitude étant aussi avantageuse que celle du clavecin. » La viole d'Orphée était dotée de cordes en métal et ne possédait pas de frettes. Elle avait une sonorité totalement différente de la viole et du violoncelle, chargée d'harmonique, particulièrement timbrée. L'ensemble Lachrimæ Consort a reconstitué l'instrument et l'a enregistré (viole d'Orphée : Philippe Foulon).
Pendant la Révolution française et après, les violes, jugées trop aristocratiques, furent transformées en violoncelles, violons et altos.

### La redécouverte

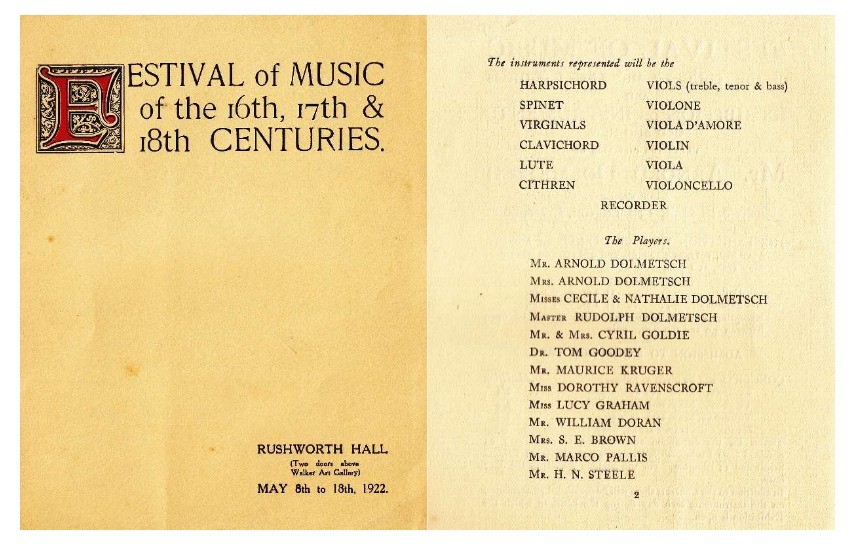
Concert organisé par Arnold Dolmetsch, Cyril et Mary Goldie à Liverpool (1922).

La redécouverte de la musique baroque remonte aux recherches pionnières d'Arnold Dolmetsch, dans les années 1920-1930. Elle prend de l'ampleur dans le dernier tiers du XXe siècle, quand la viole a progressivement été remise au goût du jour, notamment par des interprètes comme les St Georges (pères et fils), Hannelore Müller, August Wenzinger, et plus récemment Wieland Kuijken. Jordi Savall et le film Tous les matins du monde d'Alain Corneau, pour lequel le luthier Pierre Jaquier a réalisé les instruments, ont grandement participé à populariser la viole auprès du grand public. Les pièces initialement écrites pour viole mais jouées lors de la période romantique sur violoncelle sont à nouveau interprétées sur instruments d'époque.

## Lutherie

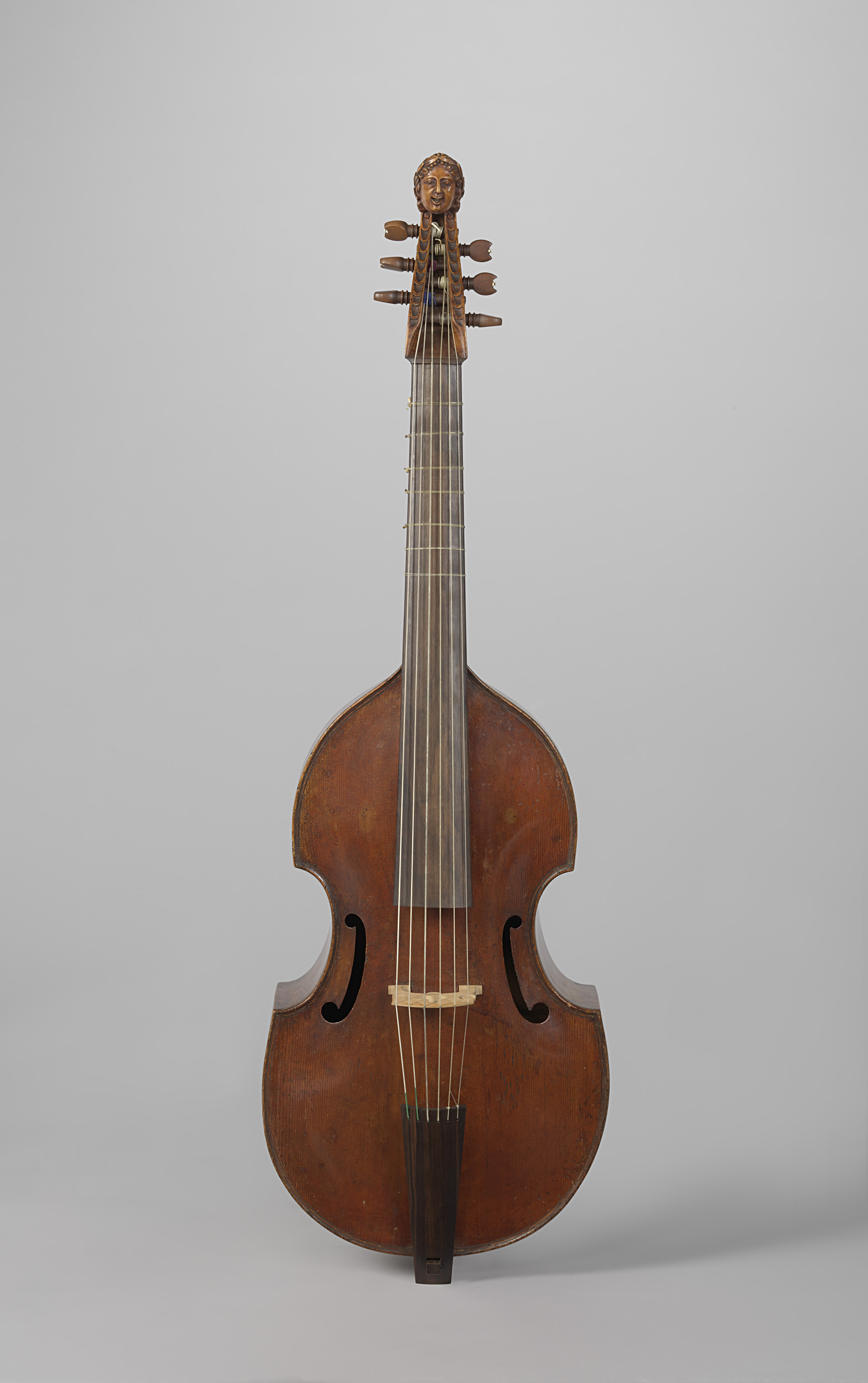
Viole de gambe, 1726

Les instruments de la famille des violes ont une forme très variable, qui n'a pas été standardisée. Aussi, il n'y a pas une, mais plusieurs formes de viole de gambe. Les violes italiennes par exemple, avaient la même forme que les instruments de la famille du violon,, alors que les violes anglaises ont des épaules tombantes, comme la contrebasse moderne ; il existe aussi des formes plus originales. Le son est considéré plus doux, plus mélancolique, que celui du violon, ou bien plus aigre et grinçant, selon les sensibilités : en effet, la viole de gambe est un instrument dont la popularité connaît des éclipses. Au XVIIe siècle, en France, c'était l'instrument noble, tandis que les violons, considérés comme instruments populaires, étaient réservés à l'accompagnement des danses et aux musiciens de rue.

## Le répertoire
Bien que la littérature de consort comprenne des pièces pour 2 à 7 musiciens, la combinaison de deux dessus, deux ténors et deux basses formait un « assortiment de violes » qui auraient idéalement dû être fabriquées par le même luthier. En raison de ses accents délicats, riches et finement nuancés, la viole était employée de préférence dans les polyphonies, soit combinée à d’autres voix (motets, madrigaux, chansons), soit dans des formes instrumentales dérivant de modèles vocaux (Ricercare, Canzona, Tiento et Fantasia).
En sus des maîtres français (dont notamment Jean de Sainte-Colombe, Marin Marais et Antoine Forqueray), les maîtres anglais – William Byrd, Alfonso Ferrabosco, Orlando Gibbons, Giovanni Coperario, William Lawes, Henry Purcell – trouvèrent dans la fantaisie contrapuntique la forme par excellence dans laquelle exprimer les pensées les plus érudites, et la poésie la plus sublime. Par respect pour leur mérite artistique ces œuvres peuvent non seulement être comparées aux chefs-d’œuvre de la poésie et de l’art dramatique de leurs contemporains anglais, mais aussi aux chefs-d’œuvre de la musique de chambre de toutes les périodes. Ainsi lorsque Mersenne souhaite montrer quel style de musique convient le mieux à la viole, il choisit d’imprimer une fantaisie à six parties de Alfonso Ferrabosco, anglais malgré son nom.

## Compositeurs d'œuvres pour violes de gambe

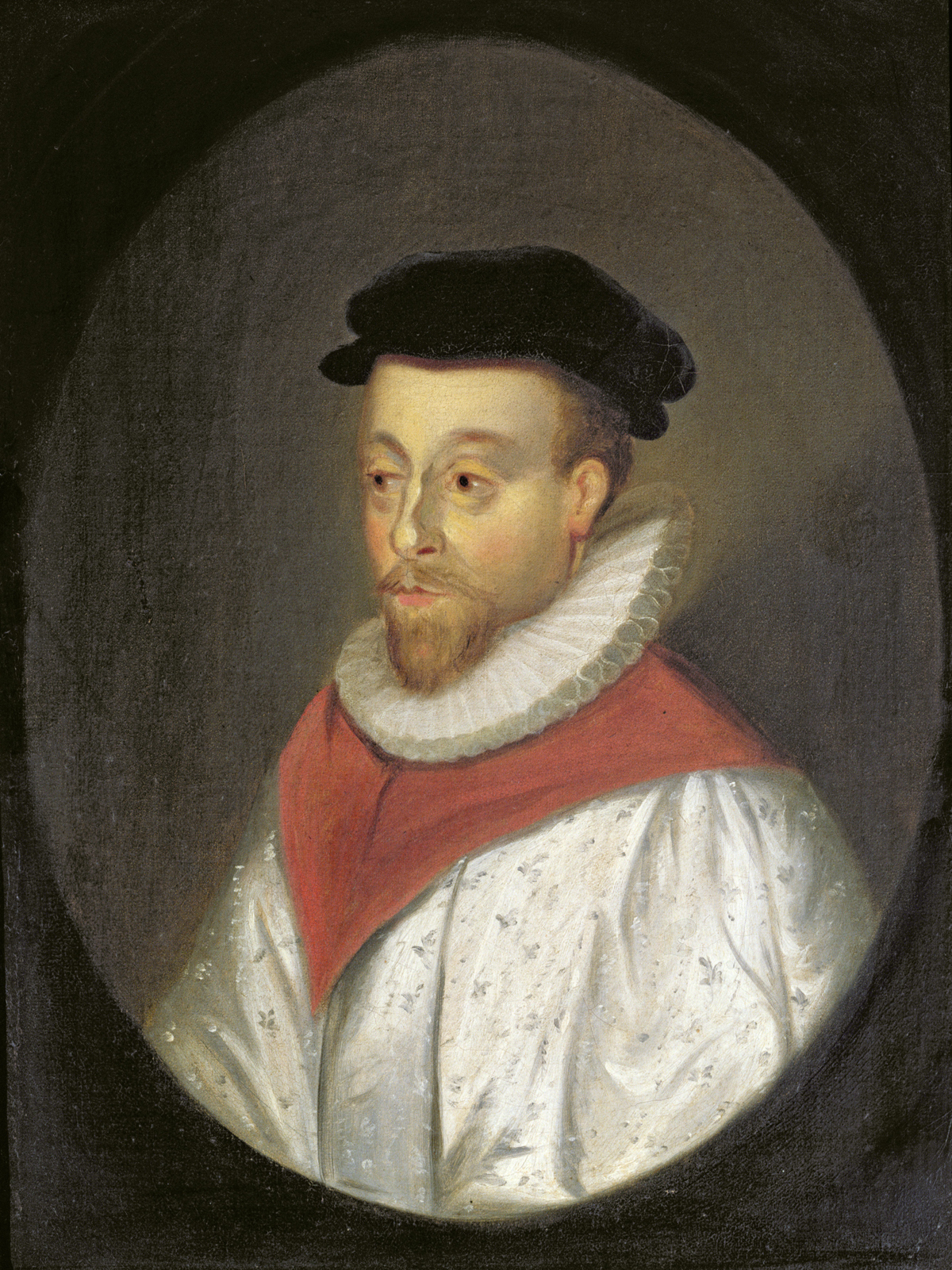
Orlando Gibbons

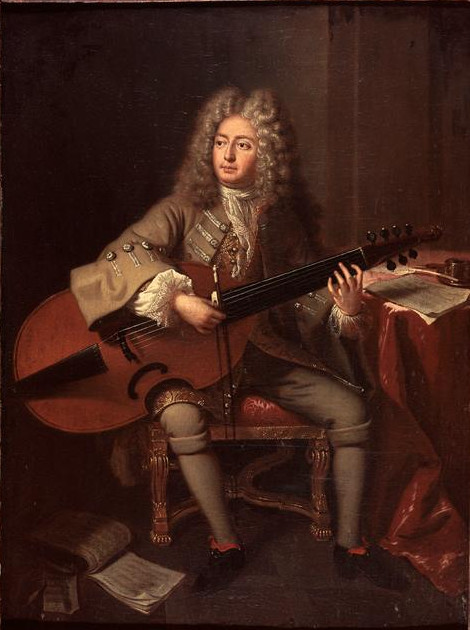
Marin Marais

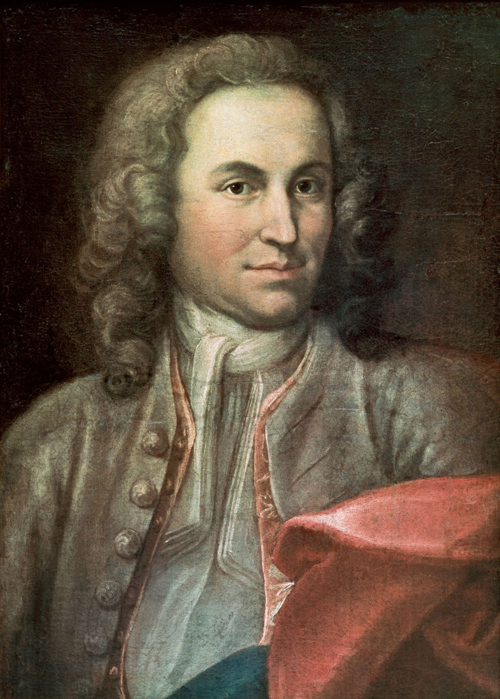
Johann Sebastian Bach

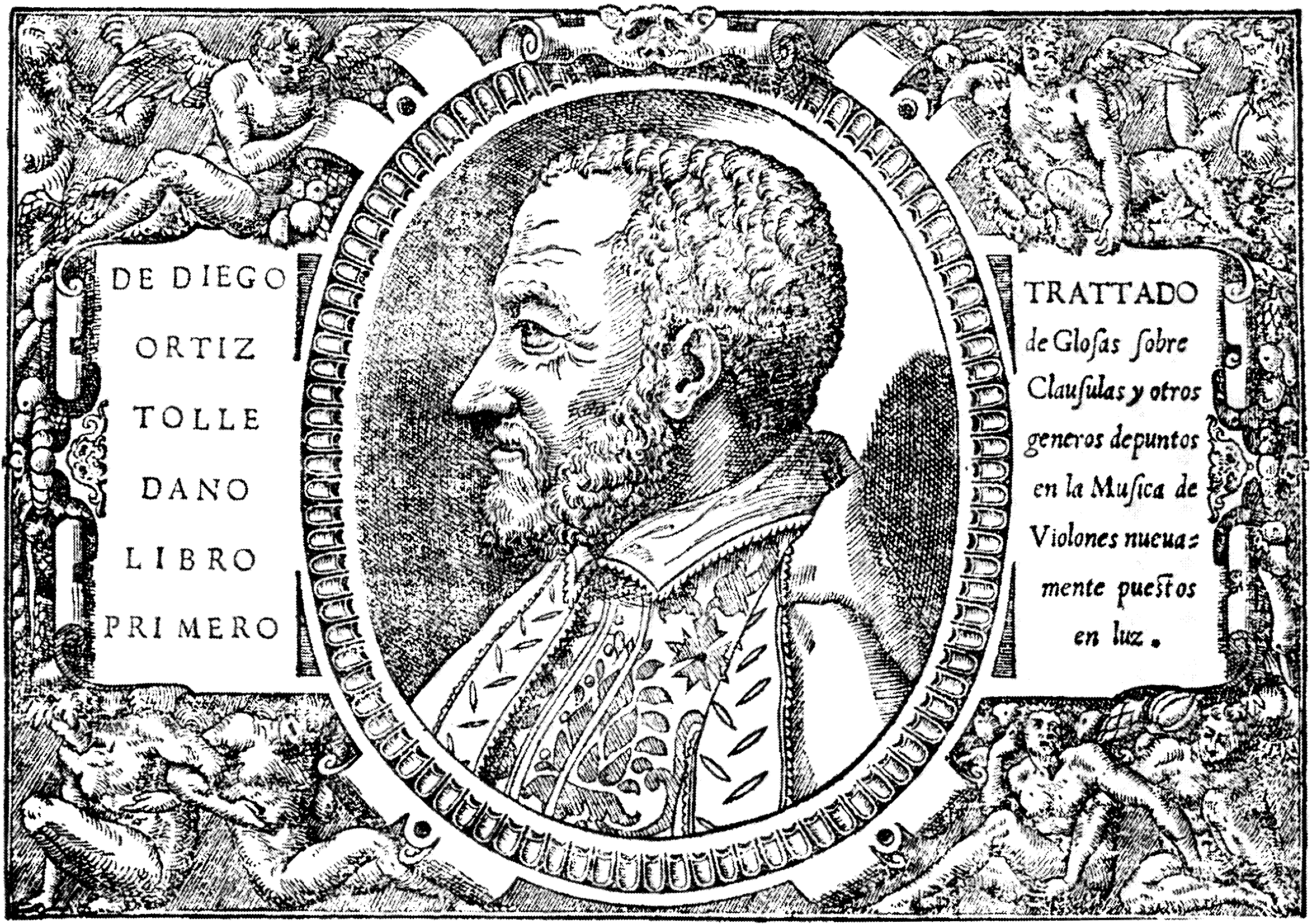
Diego Ortiz

### École anglaise
Les compositeurs anglais composent essentiellement des œuvres pour consort de violes durant le XVIIe siècle.
- William Byrd
- John Dowland
- Orlando Gibbons
- Giovanni Coperario
- Tobias Hume
- William Lawes
- John Jenkins
- Thomas Weelkes
- Christopher Simpson
- Thomas Morley
- Alfonso Ferrabosco II
- Henry Purcell (dernier compositeur notable pour consort de violes, à la fin du XVIIe siècle)

### École française
- Jean de Sainte-Colombe (dit Monsieur de Sainte-Colombe)
- Monsieur de Sainte-Colombe fils (fils du précédent)
- Marin Marais
- Louis de Caix d'Hervelois
- Jean Rousseau
- François Couperin
- Marc-Antoine Charpentier
- Nicolas Métru
- Antoine Forqueray
- Jean-Baptiste-Antoine Forqueray (fils d'Antoine Forqueray, il publie les compositions de son père après la mort de celui-ci)
- Jacques Morel
- Jean Lacquemant (dit DuBuisson)
- Roland Marais
- Joseph Bodin de Boismortier
- Clair-Nicolas Roget
- Jean Cappus
- De Machy
- Charles Dollé
- Le Sieur Danoville (en) (Monsieur de Danoville)
- Jean-Baptiste Barrière
- Michel Corrette
- Pierre Hugard

### École allemande
- Johann Sebastian Bach
- Georg Philipp Telemann
- Georg Friedrich Haendel
- Carl Philipp Emanuel Bach
- Johannes Schenck
- Karl Friedrich Abel (dernier grand compositeur pour l'instrument)
- Franz Xaver Hammer
- Josef Fiala

### Autres
- Silvestro Ganassi (Italie)
- Diego Ortiz (Espagne)

### Compositions modernes et contemporaines pour la viole de gambe
La viole fait également partie des instruments utilisés en musique contemporaine.
De nombreux compositeurs contemporains ont écrit pour la viole de gambe, et de nombreux solistes et ensembles ont commandé de nouvelles œuvres. L'ensemble Fretwork a été particulièrement actif dans ce domaine, en commandant des pièces aux compositeurs suivants : George Benjamin, Michael Nyman, Elvis Costello, John Tavener, Orlando Gough, John Woolrich, Tan Dun, Alexander Goehr, Fabrice Fitch, Andrew Keeling, Thea Musgrave, Sally Beamish, Peter Sculthorpe, Gavin Bryars, Barrington Pheloung, Simon Bainbridge, Duncan Druce, Poul Ruders, Ivan Moody et Barry Guy. Plusieurs de ces compositions peuvent être entendues sur leur CD de 1997 Sit Fast.
Le Yukimi Kambe Viol Consort a commandé et enregistré plusieurs œuvres de David Loeb, et le New York Consort of Viols commandé des œuvres aux compositeurs Bülent Arel, David Loeb, Daniel Pinkham, Tison Street, Frank Russo, Seymour Barab, William Presser et Will Ayton (plusieurs de ces pièces apparaissent sur leur CD de 1993 Illicita Cosa).
La Viola da Gamba Society of America participe également à la mise en valeur des nouvelles compositions pour la viole. Parmi les publications de la Société, il y a une série consacrée aux pièces nouvellement écrites, la New Music for Viols (NMV). La Société sponsorise également la Compétition Leo M. Traynor pour la composition de nouvelles pièces pour les violes. La compétition s'est tenue pour la première fois en 1989 et se déroule tous les quatre ou cinq ans depuis. La règle de la compétition est de composer spécifiquement de la musique pour consort, de trois à six violes, comme le répertoire de la fin de la Renaissance et début du baroque (et le niveau de difficulté technique ne doit pas être trop élevé pour être jouable par des amateurs de bon niveau).
Le Palazzo Strozzi de Florence a demandé au compositeur Bruce Adolphe de créer une œuvre basée sur les poèmes de Bronzino, et la pièce, Of Art and Onions: Homage to Bronzino, contient une importante partie de viole de gambe.
Jay Elfenbein a aussi écrit des œuvres pour le Yukimi Kambe Viol Consort, Les Voix Humaines et Elliot Z. Levine, entre autres.
Parmi les autres compositions pour violes, citons Moondog, Kevin Volans, Roy Whelden, Toyohiko Satoh, Roman Turovsky, Giorgio Pacchioni, Michael Starke, Emily Doolittle et Jan Goorissen. Le compositeur Henry Vega a écrit des pièces pour la viole, Ssolo, développé à l'Institut de sonologie et interprété par Karin Preslmayr, et Slow slower pour flûte à bec, viole de gambe, clavecin et ordinateur, pour l'ensemble néerlandais The Roentgen Connection en 2011.
Le festival de musique Aston Magna a récemment commandé des œuvres comportant une partie de viole aux compositeurs Nico Muhly et Alex Burtzos,.
La compositrice italienne Carlotta Ferrari a écrit deux pièces pour viole de gambe, Le ombre segrete en 2015,, et Profondissimi affetti en 2016,.
Pour la France, par exemple, Philippe Hersant a écrit dans les années 1990 un Aus Tiefer Not (Ps.e CXXX) pour 12 voix, viole de gambe et orgue, puis des œuvres pour viole seule, Le Chemin de Jérusalem (2003), L'Ombre d'un doute (2010), Pascolas (2019).
Citons également Bruno Gillet, Eric Fischer (Topographic longrange, 2008), Bruno Giner (Plainte, 2008 et Fantasy upon four Notes pour quatuor de violes de gambe, 2013), Stéphane Bortoli (La Maison au bord du fleuve pour sept violes de gambe et récitant, 2021) et Atsushi Sakai (cinq pièces inspirées par les Fables de La Fontaine, effectifs variables comportant au moins une partie de viole et un récitant, 2022).
La base Brahms de l'IRCAM a 112 notices comportant l'élément viole de gambe.